# Década de 1530
Séculos: (Século XV - Século XVI - Século XVII)
Décadas: 1480 1490 1500 1510 1520 - 1530 - 1540 1550 1560 1570 1580
Anos: 1530 - 1531 - 1532 - 1533 - 1534 - 1535 - 1536 - 1537 - 1538 - 1539